# 伞菌氨酸
伞菌氨酸（英語：Agaritine，AGT），是一种存在于伞菌属真菌中的芳香联氨类真菌毒素。其为α-氨基酸的苯肼衍生物。

## 分布
伞菌氨酸作为一种天然产物，其存在于伞菌属、白环蘑属和大环柄菇属下至少24种的新鲜蘑菇中。而且这类物种在世界广泛分布。特别是全球都有种植的双孢蘑菇也含有伞菌氨酸。
不同物种以及蘑菇不同部位间的伞菌氨酸含量也不相同。例如，在生孢蘑菇中，伞菌氨酸的含量（鲜重）介于0.033%与0.173%之间，在菌盖和菌褶中最高，在菌柄中最低。伞菌氨酸在蘑菇储存过程中会迅速氧化。在提取过程中，伞菌氨酸水溶液接触到水和甲醇48小时后会完全降解。在蘑菇烹饪过程（可减少90%）和冰冻过程（可减少75%）也会发生降解。

## 制备与合成
伞菌氨酸可从种植的双孢蘑菇中用水或甲醇提取。
伞菌氨酸也可以通过全合成得到，总收率为33%。

## 潜在毒性
尽管在高剂量下时，伞菌氨酸被认为是一种实验性致癌物，但没有证据表明在食用蘑菇引起的摄入量对人体产生致癌性。